# Seychelles aux Jeux olympiques d'été de 2016
Les Seychelles participent aux Jeux olympiques d'été de 2016 à Rio de Janeiro au Brésil du 5 août au 21 août. Il s'agit de sa 9e participation à des Jeux d'été.

## Athlétisme

### Homme
| Athlètes           | Compétitions     | Série | Série | Demi-Finales | Demi-Finales | Finale  | Finale  |
| ------------------ | ---------------- | ----- | ----- | ------------ | ------------ | ------- | ------- |
| Athlètes           | Compétitions     | Temps | Rang  | Temps        | Rang         | Temps   | Rang    |
| Ned Justeen Azemia | 400 mètres haies | 50.74 | 8e    | Eliminé      | Eliminé      | Eliminé | Eliminé |
|                    |                  |       |       |              |              |         |         |

## Natation
| Athlète      | Épreuve   | Séries        | Séries | Demi-finales | Demi-finales | Finale  | Finale  |
| Athlète      | Épreuve   | Temps         | Rang   | Temps        | Rang         | Temps   | Rang    |
| ------------ | --------- | ------------- | ------ | ------------ | ------------ | ------- | ------- |
| Alexus Laird | 100 m dos | 1 min 03 s 33 | 27e    | Éliminé      | Éliminé      | Éliminé | Éliminé |